# Attentat de Saint-Quentin-Fallavier
L’attentat de Saint-Quentin-Fallavier est une attaque terroriste islamiste perpétrée par un seul individu le 26 juin 2015 dans une usine de production de gaz industriels. Les locaux appartenant à la société Air Products sont situés dans une zone industrielle de la commune de Saint-Quentin-Fallavier dans l'Isère en région Rhône-Alpes. Le bilan est d'un mort, Hervé Cornara, assassiné avant l’attaque proprement dite, et de deux employés blessés lors de l'explosion ; Yassin Salhi est arrêté sur place. Il se suicide en prison le soir du 22 décembre 2015.

## Déroulement
Le 26 juin 2015, un attentat a lieu sur un site de la société américaine Air Products. Le site est une usine de production de gaz industriels et médicaux classée Seveso « seuil bas » située dans une zone industrielle de Saint-Quentin-Fallavier dans l'Isère en région Rhône-Alpes. Sur les 82 personnes employées sur le site, 40 étaient présentes au travail ce matin-là.
Selon un point de presse du procureur de la République de Paris François Molins, Yassin Salhi, chauffeur-livreur depuis mars 2015 dans une entreprise de transport, prémédite l'attentat : la veille, il achète deux drapeaux portant la chahada, la profession de foi islamique, et repeint une arme factice imitant un fusil à pompe et appartenant à son fils. Le jour de l'attentat, muni de ces objets et d'un couteau avec une lame de 20 cm, il se rend sur son lieu de travail avec son utilitaire qui contient des bouteilles de gaz. Vers huit heures, prétextant un motif fallacieux, il fait monter son employeur dans sa camionnette et l'assomme d'un coup de cric, puis l'étrangle d'une seule main, selon ses dires. Il repart et, 500 mètres avant d'arriver à l'usine d'Air Products, il s'arrête, toujours selon ses dires, va à l'arrière de la camionnette et décapite son employeur. Selon Yassin Salhi, son acte est motivé par des raisons personnelles : deux jours plus tôt, il a un différend d'ordre professionnel avec son patron qui le réprimande pour avoir fait tomber une palette de matériel informatique. François Molins privilégie la thèse du contentieux personnel sublimé en attentat.
Yassin Salhi, au volant de la camionnette Peugeot Boxer siglée de sa société de transport, pénètre dans l'usine à 9 h 28. Effectuant régulièrement des livraisons, le véhicule utilitaire n'attire pas l'attention et Salhi est connu des employés. À 9 h 33, il prend deux clichés, l'un « du corps de la victime enveloppé dans un drapeau, la tête posée sur le tronc », l'autre, un selfie macabre envoyé via l'application WhatsApp à Sébastien Yunes-V, djihadiste français originaire de Lure (Haute-Saône), ayant vécu à Planoise, parti en novembre 2014 en Syrie. À 9 h 35, il projette la camionnette sur un hangar contenant des bonbonnes de gaz et d’acétone, provoquant une explosion. Les pompiers arrivés sur le site repèrent le suspect dans un second hangar en train d'ouvrir des bouteilles d’acétone, qui les accueille au cri de « Allahou Akbar ». Un pompier du service départemental d'incendie et de secours de l'Isère (SDIS38) « avec beaucoup de courage et de sang-froid, a procédé à la mise hors d'état de nuire » du suspect avant qu'il ne soit remis aux gendarmes. Les enquêteurs découvrent le corps décapité à l’aplomb du véhicule puis la tête de la victime accrochée au grillage de l'enceinte du site, entourée de banderoles sur lesquelles est inscrite en arabe la chahada. Yassin Salhi pourrait avoir eu un complice.
La victime, Hervé Cornara, était gérant de plusieurs entreprises en Martinique. Il est revenu en Isère pour fonder ATC avec son épouse,,, société de livraison, à laquelle appartient la camionnette qui a servi à l’attaque et où travaillait le suspect. C'est la première décapitation effectuée en France métropolitaine dans le cadre d'un acte terroriste, pratique souvent usitée par l'État islamique en Irak, en Syrie et en Libye.

## Enquête
Le parquet antiterroriste a immédiatement été saisi de l’enquête. Le ministre de l’Intérieur, Bernard Cazeneuve, révèle le nom du tueur : Yassin Salhi.

Salhi est né le 25 mars 1980 d'un père d'origine algérienne et d'une mère d'origine marocaine, résidant à Saint-Priest et originaire de Pontarlier. Il est marié depuis une dizaine d'années et père de famille de trois enfants. Son épouse a clamé son incompréhension après les attaques : « Nous sommes des musulmans normaux, j'ai le cœur qui va s'arrêter ». Elle a été interpellée puis relâchée. Salhi n'a pas de casier judiciaire mais a fait l’objet d’une fiche S (pour « Sûreté de l’État ») entre 2006 et 2008, cette procédure permettant de suivre les « personnes suspectées de radicalisation ». Le ministre a précisé que Salhi « était en lien avec la mouvance salafiste ». Sahli a fait l'objet de deux notes d'information des services d'informations générales du département du Doubs ; la première au sujet de son projet de création d'un Institut musulman, la deuxième au sujet de sa radicalisation.
Salhi aurait été en « relations avec un individu qui apparaît de façon périphérique dans l’entourage du groupe Forsane Alizza ».
Salhi est assisté par Maître Régis Lepetit, avocat au barreau de Lyon commis d'office, au cours des 72 premières heures de sa garde à vue, puis par Maître Michel Kohn, avocat au barreau des Hauts-de-Seine, après son transfert en Île-de-France.
L’expert psychiatrique, Daniel Zagury, évoque dans son rapport « un mouvement de vengeance personnelle », même si « le crime de Salhi, s'inspire de la "martyrologie radicale islamiste" », des examens psychiatriques supplémentaires restant nécessaires.
Salhi se suicide en prison le 22 décembre 2015, à 21h15, en se pendant aux barreaux de sa cellule.

## Réactions
À la suite de l'attentat, le président de la République, François Hollande, pour qui « la nature terroriste de l’acte ne fait aucun doute », convoque un conseil restreint de sécurité qui a lieu le 26 juin 2015 à 15 h 30 à l’Élysée. Le président a quitté précipitamment une réunion du Conseil européen de Bruxelles concernant la crise de la dette publique grecque, tandis que le Premier ministre Manuel Valls a interrompu son déplacement en Colombie. 
Le plan Vigipirate a été fixé au niveau alerte attentat en région Rhône-Alpes et ce pour une durée de trois jours. Le président directeur général d'Air Products déclare par voie de presse ses condoléances à la famille de la victime et son soutien aux ouvriers qui travaillent sur le site en France. Il exprime sa gratitude sur la réponse apportée des autorités françaises et la coopération de la société sur l’enquête. 
L'évêque de Grenoble, Mgr Guy de Kérimel exprime « toute [sa] souffrance à la suite de l’odieux attentat », puis ajoute : « Notre pensée comme notre prière vont aux familles des victimes et à leurs proches, mais aussi à notre pays une nouvelle fois agressé. [...] Aucune idéologie, aucune religion ne peuvent légitimer ces actes barbares : ils vont à l’encontre de l’homme et de sa dignité. [...] Plus Dieu est adoré, moins il y a de place dans les cœurs pour les haines, les divisions ». Le pape François envoie quant à lui ses condoléances et « s’associe par la prière à la peine des proches des victimes, particulièrement de ceux qui ont perdu un être cher et confie à la miséricorde de Dieu la personne qui a perdu la vie ». 
L'attentat est également condamné par le recteur de la grande mosquée de Lyon qui parle d'un « attentat diabolique perpétré en plein mois de ramadan » et ajoute : « Nous ne pouvons tolérer ce que ces messagers de la haine font au nom de l'islam ».
Le 18 mars 2016, la victime, Hervé Cornara, est nommée à titre posthume chevalier de la Légion d'honneur. Le 14 novembre 2016, son épouse, Madame Cornara, est nommée à titre exceptionnel chevalier de l'ordre national du Mérite

## Attentats simultanés
Le jour du 26 juin 2015, deuxième vendredi du Ramadan, plusieurs attentats sont commis dans le monde par les djihadistes. Trois jours auparavant, l'État islamique avait appelé ses partisans à commettre des attaques lors du ramadan. La nature isolée des actes est cependant avancée.
Le 26, des attentats sont commis à Sousse en Tunisie et dans une mosquée chiite au Koweït. En Syrie, l'État islamique mène un raid au cœur de Kobané et massacre au moins 164 civils kurdes. De leur côté, les djihadistes d'Al-Shabbaab, liés à al-Qaïda, prennent d'assaut un camp de l'AMISOM, tuant des dizaines de soldats burundais,.

## Documentaires télévisés
- « L'exécution du patron » (premier reportage) dans « Ces affaires qui ont marqué 2015 » le 28 décembre 2015, 4, 12 et 29 janvier 2016 dans Crimes sur NRJ 12.